# Плистарх
Плистарх (др.-греч. Πλείσταρχος; умер в 458 до н. э.) — спартанский царь (с 480 года до н. э.) из рода Агиадов.
Сын спартанского царя Леонида I и его супруги Горго. После героической смерти своего отца во время Фермопильского сражения в 480 году до н. э. официально стал царём. Однако на тот момент он был ещё ребёнком, поэтому регентом был назначен Клеомброт, брат Леонида и сын Анаксандрида II. Однако тот вскоре скончался, и регентство перешло к сыну Клеомброта (и, соответственно, двоюродному брату Плистарха) Павсанию.
Точные сведения относительно того, когда Плистарх стал полноправным царём, отсутствуют. Однако это случилось не позднее 467 года до н. э. — года смерти регента Павсания.
Умер, не оставив потомства. После смерти ему наследовал сын Павсания Плистоанакт.